# Commendatore
Der italienische Begriff Commendatore bezeichnet, wie der deutsche Begriff „Komtur“, sowohl den Kommendator (von lateinisch commenda ‚Kommende‘), den Leiter einer Kommende eines Ritterordens, als auch die Komturklasse, die mittlere Stufe eines Verdienstordens. Entsprechend kam der Begriff zunächst in erster Bedeutung mit der Ausbreitung des Deutschen, des Johanniter- und des Lazarus-Ordens (später Orden der Heiligen Mauritius und Lazarus) in Italien während des Hochmittelalters auf. 
Die berühmte literarische Figur eines solchen Commendatore ist der Vater Donna Annas in der Oper Don Giovanni von Mozart. Diese Figur spielt außerdem in dem zeitgenössischen, japanischen Roman von Haruki Murakami Die Ermordung des Commendatore eine zentrale Rolle.
Ab Anfang des 19. Jahrhunderts wurden in Italien zahlreiche Verdienstorden gestiftet, wie der Ferdinandsorden des Königreichs Neapel (1800), der Orden der Eisernen Krone des napoleonischen Königreichs Italien (1805) und der Militärorden von Savoyen (1815), deren zweithöchste Ordensklasse in Anlehnung an die Ritterorden des Mittelalters ebenfalls Commendatore genannt wurde.
Enzo Ferrari, der Gründer des gleichnamigen Automobilherstellers, wurde nach seiner Ernennung zum Komtur des Ordens der Krone von Italien 1927 Commendatore Ferrari genannt.
Aktuell (2024) ist Commendatore eine Klasse des Verdienstordens der Italienischen Republik (Ordine al merito della Repubblica Italiana), des Militärordens von Italien (Ordine militare d’Italia) und des Ordens des Sterns von Italien (Ordine della Stella d’Italia, ehemals Ordine della Stella della Solidarietà Italiana).